# Região Geográfica Imediata de Três Pontas-Boa Esperança

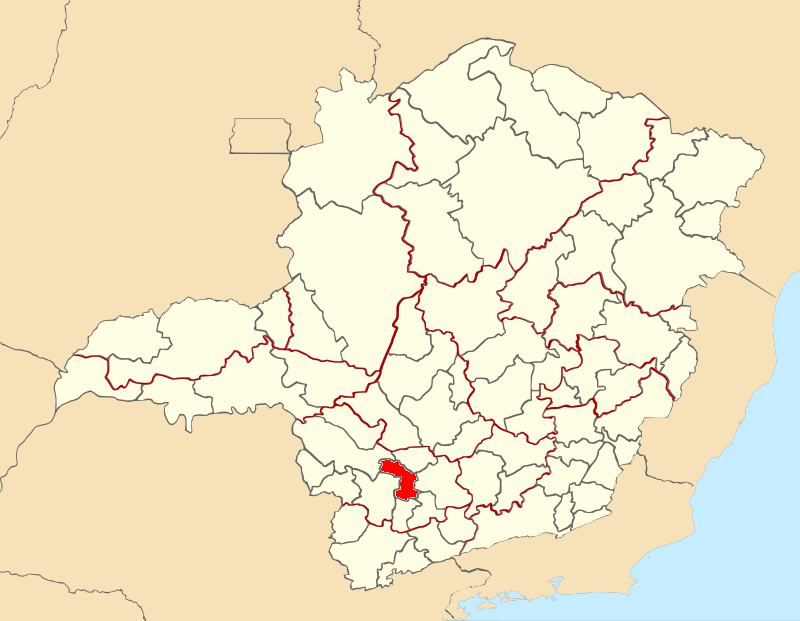
Região Geográfica Imediata de Três Pontas-Boa Esperança.

A Região Geográfica Imediata de Três Pontas-Boa Esperança é uma das 70 regiões geográficas imediatas do Estado de Minas Gerais, uma das dez regiões geográficas imediatas que compõem a Região Geográfica Intermediária de Varginha e uma das 509 regiões geográficas imediatas do Brasil, criadas pelo IBGE em 2017.

## Municípios
É composta por 5 municípios:
- Boa Esperança

- Coqueiral

- Ilicínea

- Santana da Vargem

- Três Pontas

## Estatísticas
Tem uma população estimada pelo IBGE para 1.º de julho de 2017 de 125 750 habitantes e área total de 2 395,411 km².